# Мемориальный музей Зибольда
Мемориальный музей Зибольда (яп. シーボルト記念館 Си:боруто кинэнкан) был открыт в Нагасаки в 1989 году в честь Филиппа Франца фон Зибольда, внесшего большой вклад в развитие современной науки в Японии. Здание было построено по образу дома ученого в Лейдене и находится рядом с местом его первоначальной клиники и школы-интерната, известных под названием Нарутаки Юку.

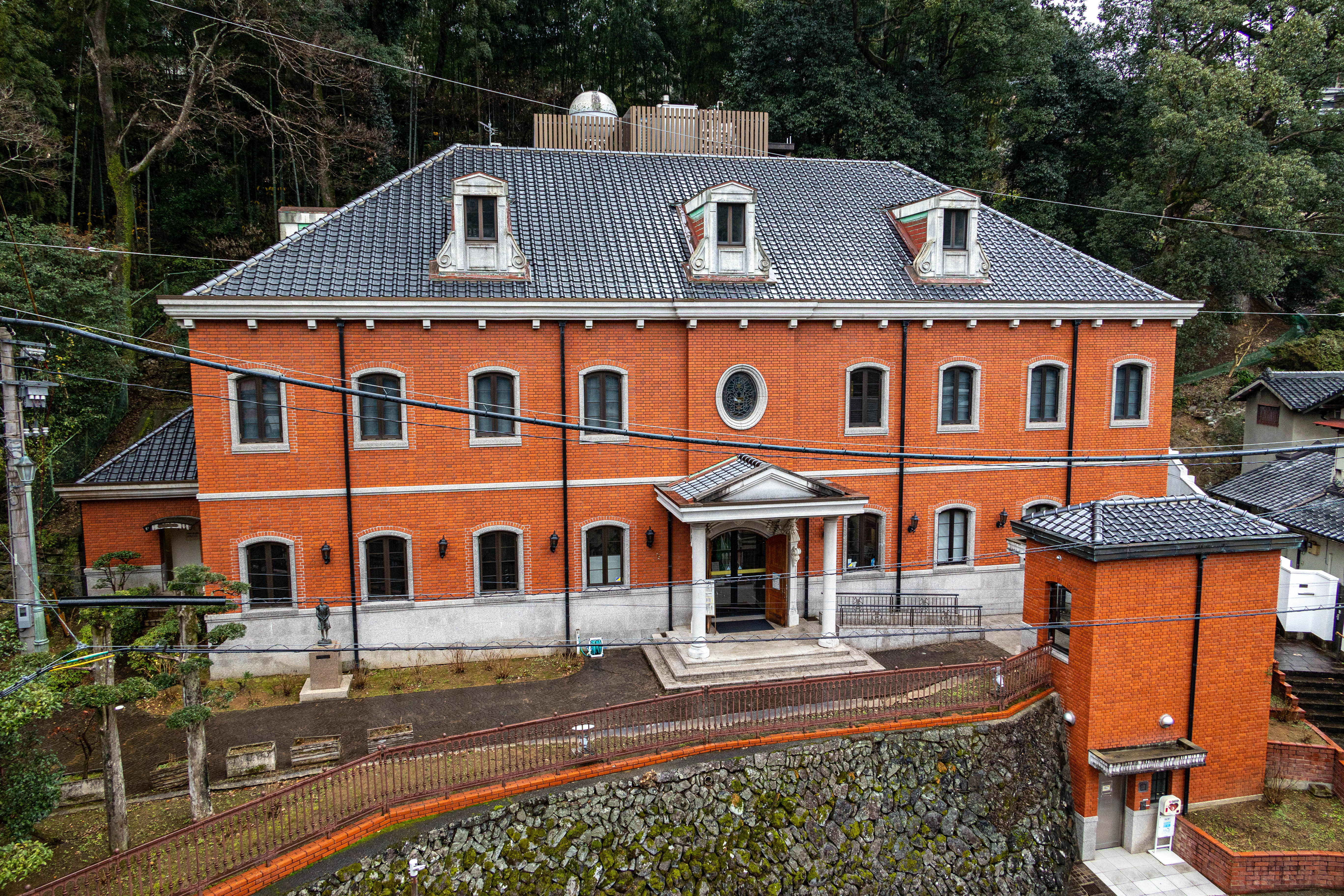
Мемориальный музей Зибольда

В музее 206 экспонатов разделенных на шесть категорий, описывающих шестилетнее пребывания Филиппа Франца фон Зибольда в Нагасаки, во время так называемого «инцидента Зибольда», и его великий труд на благо Японии. Здесь также демонстрируется семейное древо и личные вещи его жены, японки Таки и дочери Ине, которая стала первой женщиной-врачом в Японии.